# Гарбузок
Гарбузок (от «гарбуз» — «тыква») — овощной суп белорусской кухни из разваренной тыквы или кабачков с добавлением картофеля, моркови и репчатого лука, сервированный со шкварками.
По сведениям В. В. Похлёбкина, жидкую основу для гарбузка готовят на вяндлине (комбинации ветчины, колбасы, корейки и сала) или на свинине. Мелко нарезанную тыкву и другие овощи варят в бульоне на медленном огне до готовности. Гарбузок заправляют салом, пережаренным с луком, кипятят с добавлением молочной сыворотки и сметаны.